# 風俗通義
《風俗通義》，書名，漢唐人多引作《風俗通》。東漢泰山太守應劭撰。原書三十卷，今僅存十篇，析為十卷。

## 緣起
應劭生於世宦之家，為應奉之子，應瑒之叔父，博覽多聞，於漢典章故事尤為精熟，著有《集解漢書音義》、《漢官儀》、《中漢輯敍》、《禮儀故事》等。靈帝中平中拜泰山太守。此書大約完成於獻帝（189年至220年在位）初年。時黃巾之亂作，中原“亂靡有定，生民無幾” ，應劭“私懼後進益以迷昧”，於是作《風俗通義》，目的就是“辨風正俗”，使之“咸歸於正”。

## 内容提要
是書以考證歷代名物制度、風俗、傳聞為主，對兩漢民間的風俗迷信、奇聞怪談多有駁正。《隋書》經籍志入雜家類。今本每篇為一卷，各卷皆有篇名，篇下有條目。條目下先陳述其事，再加案語以辨證得失。其考證掌故與《白虎通義》類似，辨謬正俗一如《論衡》。如正失篇“宋均令虎渡江”一條，先徵引俗說，謂九江郡多虎，及宋均任太守，施德政，則群虎渡江，虎患遂絕。應劭對此提出質疑：“云悉東渡，誰指見者？”然後進一步反駁，說如果宋均做了三公，德被四海，老虎豈不是要扶老攜幼，跑到殊方絕域去嗎？又如東方朔一條，俗說東方朔是太白金星所化，在黃帝時為風后，在周朝為老子，在越國為范蠡，變化無常，能興王霸之業。應劭援引漢書，明辨東方朔實乃凡人，並不干預國家政事。因其滑稽詼諧，能言善辯，尤為武帝寵幸，所以名過其實。最後指出：“後之好事者，因取奇言怪語附著之耳，安在能神聖歷世為輔佐哉？”
《風俗通義》中保存了不少有關音律、樂器、神靈、山澤陂藪、姓氏源流的資料。其中已佚的姓氏篇記載了諸多姓氏的由來，有大量遺文散見於類書中，為歷代學者所重。此書是研究兩漢社會生活史的重要文獻。范曄謂此書“以辨物類名號，釋時俗嫌疑，文雖不典，後世服其洽聞。”《四庫提要》云：“其書因事立論，文辭清辨，可資博洽，大致如王充《論衡》。而敍述簡明則勝充書之冗漫。”
《風俗通義》的文學價值也值得重視。書中一些涉及神鬼、人物的條目，初步具備了魏晉志怪、志人小說的特點。如姓氏篇：“漢有牛崇為隴西主簿，馬文淵為太守，羊喜為功曹。涼部云：三牲備具。”語言風格已與裴啓《語林》、《世說新語》接近。

## 版本源流
原書共三十篇。《隋書》經籍志云三十卷，錄一卷，梁三十卷。《兩唐志》云三十卷。北宋時散佚已多，元豐年間，蘇頌取官私藏本互校，考其篇目，寫定為十卷。《崇文總目》、《郡齋讀書志》、《直齋書錄解題》皆作十卷。
南宋嘉定中，丁黼在餘杭得到陳正卿藏本，與館中本、孔復君本互相參校，“始可句讀”，於夔州付梓。元大德中，劉世常得丁黼本，重刊於無錫州學。此即現存最早刊本《大德新刊校正風俗通義》十卷（原為常熟鐵琴銅劍樓舊藏，現藏於北京圖書館）。此本四周雙邊，黑口，九行十七字，前有大德九年（1305年）謝居仁題辭、大德十一年（1307年）李果題辭。書末有嘉定十三年（1220年）丁黼跋，附有道光二十一年（1841年）黃廷鑒手跋。另有無錫州學刻公文紙印本殘本，存卷四至卷十，亦有丁黼跋，現藏於北京大學圖書館。
明代此書刻印較多，有吳琯《古今逸史》四卷本、胡維新《兩京遺編》本、程榮《漢魏叢書》本、何允中《廣漢魏叢書》本、胡文煥《格致叢書》本、鍾惺《秘書九種》本、郎璧《金堂策檻》刻本等。清代有《四庫》本、汪士漢《秘書廿一種》四卷本等，各本均出於丁黼本。清人盧文弨、錢大昕、孫志祖、張澍、繆荃孫、孫詒讓、王仁俊輯有《風俗通義》佚文。嚴可均輯有《風俗通義》佚文六卷，收入《全後漢文》卷三十六至卷四十一。朱筠有《風俗通義校正》（稿本藏於北京圖書館）。今人吳樹平有《風俗通義校釋》，王利器有《風俗通義校注》。

## 篇目
《風俗通義》原為三十篇，今僅存十篇。蘇頌校定《風俗通義》，從庾仲容《子鈔》、馬總《意林》中輯得原篇目。今據蘇頌題序，於篇名後補出原次序。
1. 〈皇霸〉第一
2. 〈正失〉第六
3. 〈愆禮〉第八
4. 〈過譽〉第七
5. 〈十反〉第九
6. 〈聲音〉第十三
7. 〈窮通〉第十五
8. 〈祀典〉[10]第二十
9. 〈怪神〉第二十一
10. 〈山澤〉第二十四

已佚的二十篇為：心政、古制、陰教、辨惑、析當、恕度、嘉號、徽稱、情遇、姓氏、諱篇、釋忌、輯事、服妖、喪祭、宮室、市井、數紀、新秦、獄法。此二十篇次序已無考。